# غاري غورتن
غاري غورتن (بالإنجليزية: Gary Gorton)‏ هو اقتصادي أمريكي، ولد في 1951.